# Alma (Nueva York)
Alma es un pueblo ubicado en el condado de Allegany en el estado estadounidense de Nueva York. En el año 2000 tenía una población de 847 habitantes y una densidad poblacional de 8.9 personas por km².

## Geografía
Alma se encuentra ubicado en las coordenadas 42°00′45″N 78°03′28″O / 42.01250, -78.05778.

## Demografía
Según la Oficina del Censo en 2000 los ingresos medios por hogar en la localidad eran de $32 063, y los ingresos medios por familia eran $35 833. Los hombres tenían unos ingresos medios de $31 023 frente a los $17 778 para las mujeres. La renta per cápita para la localidad era de $13 061. Alrededor del 12.0% de la población estaban por debajo del umbral de pobreza.